# جوزپه پاتریارکا

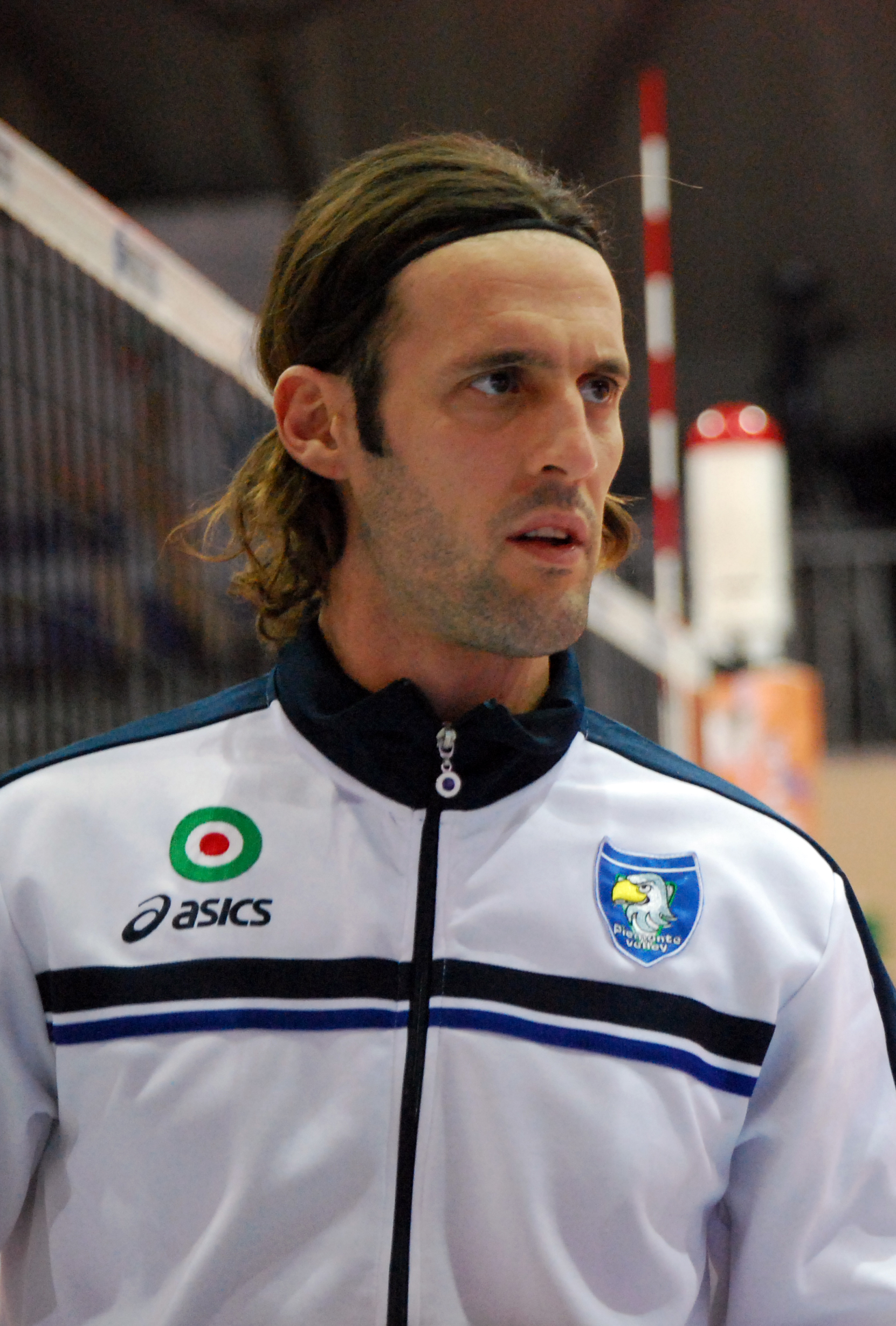
در دسامبر ۲۰۱۱

جوزپه پاتریارکا (ایتالیایی: Giuseppe Patriarca زاده ۲۳ مارس، ۱۹۷۷) بازیکن سابق والیبال اهل ایتالیا است.
او از سال ۱۹۹۵ تا ۲۰۱۴ در تیم‌های مودنا، راونا، وایلد گروتاتزولینا، فورلی، ورونا، اسکیو اسپورت، ۴فورلی فرارا، گابکا مونتیچیاری، آلمریا، تارانتو، کونئو، آرگوس سورا و راونا بازی کرده است.